# 남인천우체국
남인천우체국(南仁川郵遞局)은 과학기술정보통신부 우정사업본부 경인지방우정청 소속의 우체국이다. 인천광역시 남동구 경인로514 (간석1동 520-1)에 있다.

## 연혁
- 1978년 3월 2일: 개국 (5급국)
- 1991년 5월 30일: 청사 신축이전
- 1997년 9월 1일: 4급국 승격
- 2008년 9월 26일: 인천구월1동우편취급국 폐국[1]
- 2009년 12월 7일: 인천한화지구우체국 개국[2]
- 2010년 11월 8일: 우편구역을 남구 및 남동구 전 지역으로 고시[3]
- 2010년 12월 20일: 인천용현동우체국 폐국[4]
- 2010년 12월 21일: 인천용현동출장소 설치[4]
- 2013년 5월 1일: 인천용현동출장소 폐국[5]
- 2014년 1월 1일: 우편구역을 다음과 같이 고시[6]

| 배달국       | 배달구역            | 구역번호                    |
| ------------ | ------------------- | --------------------------- |
| 남인천우체국 | 남구, 남동구 전지역 | 21500 ~ 21700 22100 ~ 22243 |

- 2014년 1월 30일: 인천제물포우체국이 인천숭의동우체국과 통합되어 폐국[7]
- 2014년 7월 7일: 인천인하대학교우체국이 인천학익동우체국과 통합되어 폐국[8]
- 2014년 12월 22일: 인천시청우체국 폐국[9]
- 2015년 7월 24일: 인천만수동우체국을 통폐합.[10], 인천남동우체국 개국으로 인해 우편구역을 다음과 같이 변경 고시[11]

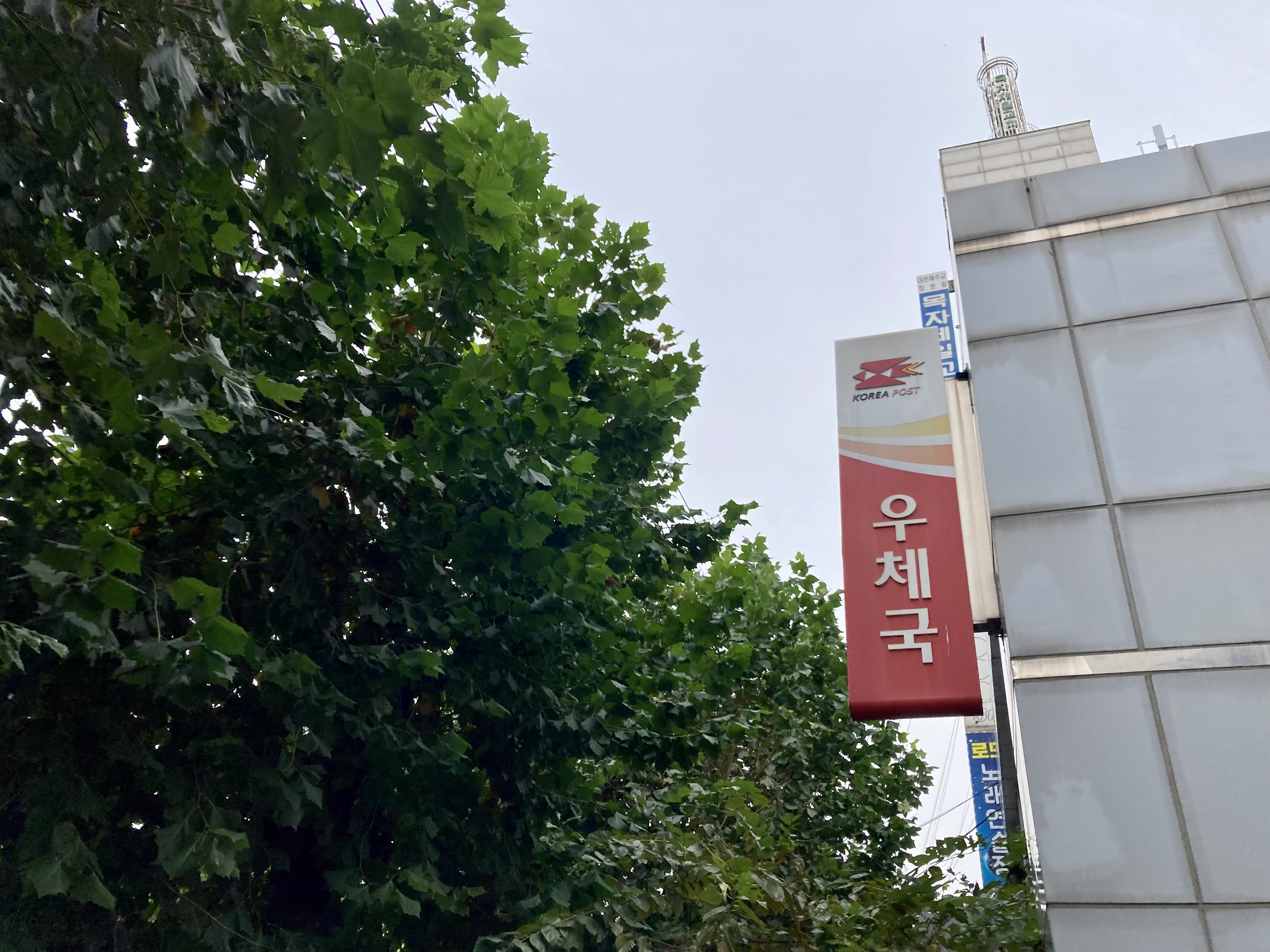
학익동우체국 간판(2024년 가을)

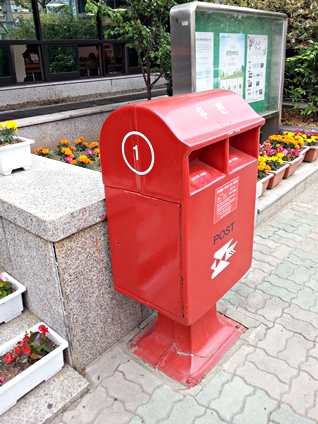
남인천우체국 앞 우체통

| 변경전       | 변경전              | 변경전                      | 변경후         | 변경후        | 변경후        |
| 배달국       | 배달구역            | 배달구역                    | 배달국         | 배달구역      | 배달구역      |
| 배달국       | 행정구역            | 구역번호                    | 배달국         | 행정구역      | 구역번호      |
| ------------ | ------------------- | --------------------------- | -------------- | ------------- | ------------- |
| 남인천우체국 | 남구, 남동구 전지역 | 21500 ~ 21700 22100 ~ 22243 | 남인천우체국   | 남구 전지역   | 22100 ~ 22299 |
| 남인천우체국 | 남구, 남동구 전지역 | 21500 ~ 21700 22100 ~ 22243 | 인천남동우체국 | 남동구 전지역 | 21500 ~ 21899 |

## 관할 우체국
| 우체국명                 | 사진 | 주소                                          | 비고 |
| ------------------------ | ---- | --------------------------------------------- | ---- |
| 인천도화아파트우편취급국 |      | 인천광역시 미추홀구 석정로 298 (도화동)       |      |
| 인천문학동우체국         |      | 인천광역시 미추홀구 소성로 337 (문학동)       |      |
| 인천삼덕아파트우편취급국 |      | 인천광역시 미추홀구 석정로 437 (주안동)       |      |
| 인천숭의3동우편취급국    |      | 인천광역시 미추홀구 석정로126번길 6 (숭의동)  |      |
| 인천숭의동우체국         |      | 인천광역시 미추홀구 인중로 4 (숭의동)         |      |
| 인천용일우편취급국       |      | 인천광역시 미추홀구 인주대로 200 (용현동)     |      |
| 인천용현5동우편취급국    |      | 인천광역시 미추홀구 토금북로 14-1 (용현동)    |      |
| 인천주안4동우편취급국    |      | 인천광역시 미추홀구 경인로 418 (주안동)       |      |
| 인천주안8동우편취급국    |      | 인천광역시 미추홀구 경원대로 740 (주안동)     |      |
| 인천지방법원우체국       |      | 인천광역시 미추홀구 소성로163번길 17 (학익동) |      |
| 인천학익동우체국         |      | 인천광역시 미추홀구 한나루로 430 (학익동)     |      |
| 인하대학교우편취급국     |      | 인천광역시 미추홀구 인하로 100 (용현동)       |      |
| 주안우체국               |      | 인천광역시 미추홀구 제일로 32 (도화동)        |      |

## 폐국된 우체국
| 우체국명              | 사진 | 주소                                        | 비고                                      |
| --------------------- | ---- | ------------------------------------------- | ----------------------------------------- |
| 인천구월1동우편취급국 |      | 인천광역시 남동구 구월1동 1191-7            | 2008년 9월 26일 폐국                      |
| 인천만수동우체국      |      | 인천광역시 남동구 인주대로 840 (만수동)     | 2015년 7월 24일 폐국                      |
| 인천시청우체국        |      | 인천광역시 남동구 정각로 29                 | 2014년 12월 22일 폐국                     |
| 인천용현5동우편취급국 |      | 인천광역시 미추홀구 토금북로 14-1 (용현동)  |                                           |
| 인천용현동우체국      |      | 인천광역시 남구 용현동 312-1                | 2010년 12월 20일 폐국                     |
| 인천용현동출장소      |      | 인천광역시 남구 독배로 322-9 (용현동 312-1) | 2010년 12월 21일 신설 2013년 5월 1일 폐국 |
| 인천인하대학교우체국  |      | 인천광역시 남구 소성로 31                   | 2014년 7월 7일 폐국                       |
| 인천제물포우체국      |      | 인천광역시 남구 경인로 104(숭의동)          | 2014년 1월 30일 폐국                      |

## 조직
- 우편물류과
  - 집배실
  - 소포실
  - 물류실
  - 지원실
- 영업과
  - 금융영업실
  - 우편영업실
- 경영지도실